# Josef Přibyl
Josef Přibyl (né le 12 octobre 1947) est un maître international d'échecs (MI) tchèque (1972) et médaillé du Championnat de Tchécoslovaquie d'échecs (en 1971, 1972, 1980, 1982, et 1983).
Son plus haut classement Elo a été de 2487 en janvier 1977.

## Biographie
Du début des années 1970 au début des années 1980, Josef Přibyl a été l'un des joueurs d'échecs les plus en vue de la Tchécoslovaquie. Il a participé à plusieurs reprises au Championnat de Tchécoslovaquie d'échecs, où il a remporté une médaille d'argent (1983) et quatre médailles de bronze (1971, 1972, 1980, 1982). Josef Přibyl a remporté de nombreux prix dans des tournois internationaux d'échecs, y compris la première place ou une place partagée en 1976 à Starý Smokovec, au tournoi international IBM - B (1976), à Olomouc (1982), à Tapolca (1986), à Lázně Bohdaneč (1997), et à Tatrzańskie Zręby (2005). En 1972, il a reçu le titre de maître international (MI) de la FIDE.
Josef Přibyl a joué pour la Tchécoslovaquie lors des Olympiades d'échecs :
- En 1970, au premier échiquier de réserve lors de la 19e Olympiade d'échecs à Siegen (+1, =5, -0) ;
- En 1972, au premier échiquier de réserve lors de la 20e Olympiade d'échecs à Skopje (+2, =2, -4) ;
- En 1974, au quatrième échiquier lors de la 21e Olympiade d'échecs à Nice (+7, =8, -2).

Josef Přibyl a également joué pour la Tchécoslovaquie lors des Championnats d'Europe par équipes d'échecs :
- En 1970, au neuvième échiquier lors du 4e Championnat d'Europe par équipes à Kapfenberg (+1, =4, -1),
- En 1977, au cinquième échiquier lors du 6e Championnat d'Europe par équipes à Moscou (+1, =4, -2),
- En 1980, au deuxième échiquier de réserve lors du 7e Championnat d'Europe par équipes à Skara (+1, =1, -2).